# Исхеполиј
Исхеполиј или Исхеполис (Ισχέπολις) је лик из грчке митологије.

## Етимологија
Његово име има значење „јак град“.

## Митологија
Према Паусанији, био је старији син Алкатоја и Пирге, Алкатојеве прве или Евехме, друге супруге. Погинуо је током лова на Калидонског вепра у Етолији, где га је отац послао како би помогао Мелеагру да убије ову животињу. Сахрањен је, као и Еупије, на месту где је судница.